# Мавритания
Маврита́ния (араб. موريتانيا‎; официально — Исламская Республика Мавритания, араб. الجمهورية الإسلامية الموريتانية‎ — аль-Джумхурия аль-Исламия аль-Мауритания, фр. République Islamique de Mauritanie) — государство в Западной Африке, омывается с запада Атлантическим океаном. Граничит с Западной Сахарой на северо-западе, с Сенегалом на юго-западе, с Алжиром на северо-востоке, с Мали на юге и востоке.

## Этимология
Топоним «Мавритания» восходит к III тысячелетию до нашей эры, когда финикийские мореплаватели дали лежавшей на крайнем Западе Африки территории название Mauharim — «Западный край». В колониальный период название «Мавритания» носила одна из территорий Французской Западной Африки, которая в 1960 году провозгласила независимость под этим же названием.

## География

Карта Мавритании

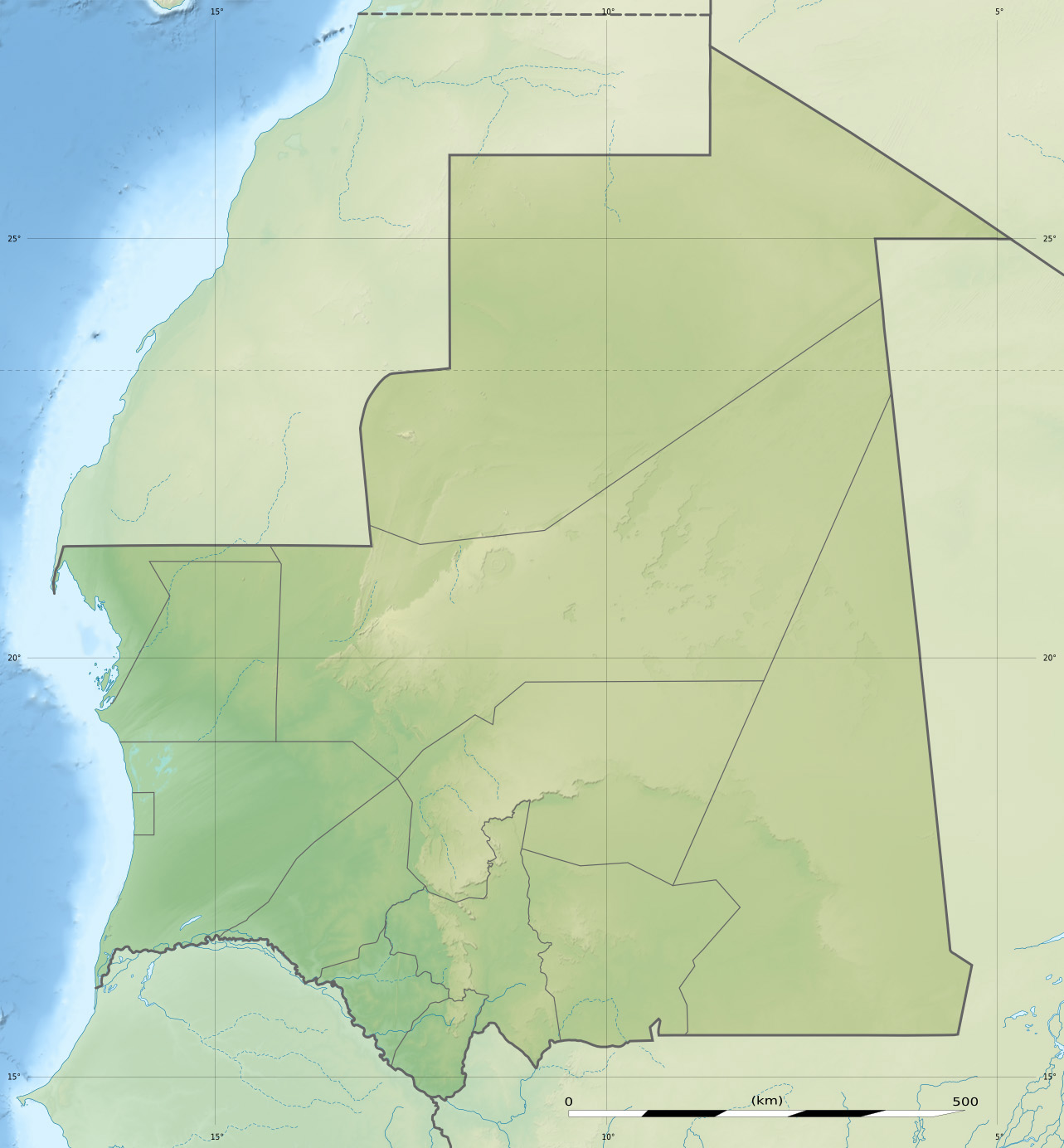
Физическая карта Мавритании

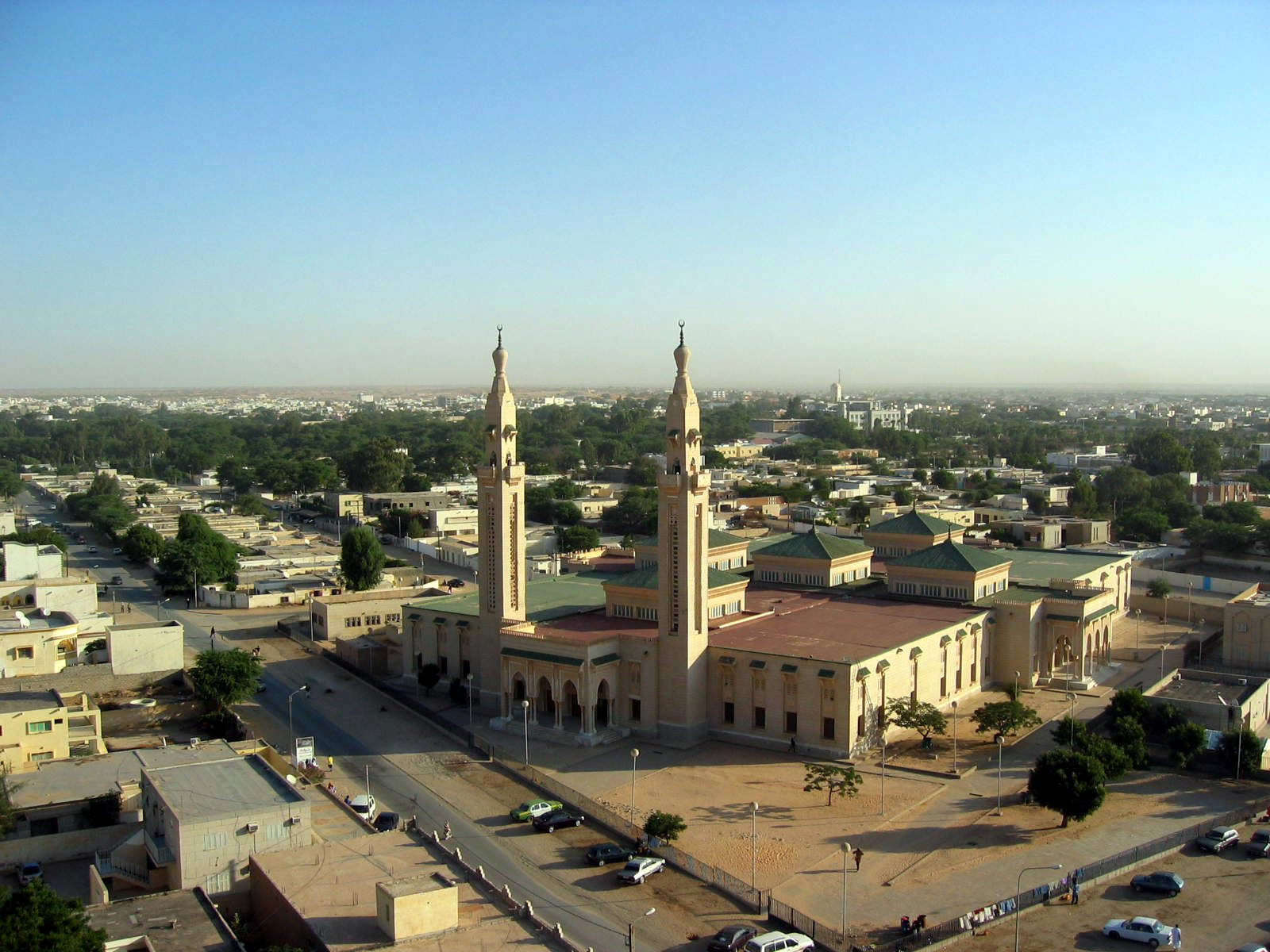
Нуакшот — столица Мавритании

Мавритания занимает площадь 1 030 700 км², по этому показателю она находится на 30 месте в мире (после Боливии).
С запада Мавритания омывается Атлантическим океаном (около 700 км береговой полосы). Более 60 % территории страны занимают каменистые и песчаные пустыни западной Сахары.
Климат — тропический, пустынный.
Постоянных рек нет, кроме реки Сенегал по южной границе страны.
Почвы пустынные. Растительный покров крайне редкий, преобладает травянистая растительность, появляющаяся после эпизодических дождей. На юге страны — полупустыни с кустарниками и акациями.
Животный мир — многочисленные пресмыкающиеся и грызуны, из хищных — шакал, фенек, в некоторых районах сохранились крупные копытные и страусы.

## История

### Древняя история
За несколько тысяч лет до н. э. южная часть современной Мавритании была заселена народами негроидной расы, занимавшимися охотой и земледелием.
В I тысячелетии до н. э. с севера началось постепенное заселение страны кочевыми берберами-скотоводами, оттеснявшими негров к югу. Берберы образовали конфедерацию племён Санхаджи.
В IX—XVI веках часть южной Мавритании входила в империи Гана, Мали и Гао, созданные нигеро-конголезскими народами. Эти государства обладали высокой культурой, их экономика была основана на земледелии, торговле и добыче золота. Но постепенно они приходили в упадок под натиском арабских и берберских племён.

### Средние века
С XI века началась арабизация и исламизация населения. Арабы заняли господствующее положение в стране, установив власть над берберами и неграми (народности тукулер, сонинке, волоф). Берберы и негры переняли от арабов язык и семейный уклад. Главным центром страны стал оазис Шингетти, а страна стала называться Тарб-эль-Бидан («земля белых»). В XI веке на территории Мавритании зародилось политическое образование теократического характера возглавляемое вождём берберского племени лемтуны Абу Бекр ибн Омаром. После 20-летнего джихада империя Абу Бекра простиралась от Сенегала до побережья Средиземного моря. Правящая династия в государстве получила название Альморавиды. Преемником Абу Бекра стал Юсуф ибн Ташфин, деятельность которого привела к вторжению на Пиренейский полуостров. К концу XI века империя Альморавидов простиралась уже от реки Сенегал на юге до реки Эбро (в Испании) на севере. Альморавидам также принадлежали Канарские острова. В XIV веке господствующее положение среди берберских племён заняло арабское племя бани хасан. Те племена, которые помогали бани хасан в их войнах, заняли положение, равное арабским военным кланам; те, кто не оказывал сопротивления, стали марабутскими племенами (то есть мирными племенами, не имеющими права носить оружие); оказавшие же сопротивление получили статус данников — «зенага». В результате в Мавритании сложилась сложная иерархия кланов, где арабы хасаны находились на самом верху, далее следовали берберы-воины, затем — мирные берберы-марабуты, затем — берберы-данники и, наконец, — покорённые ещё берберами негры (рабы и харатины-вольноотпущенники). Кроме того, в социальной структуре Мавритании сформировались отдельные касты по профессиональному признаку. Это певцы и музыканты (гриоты), ремесленники, охотники (немади), рыболовы (имраген).

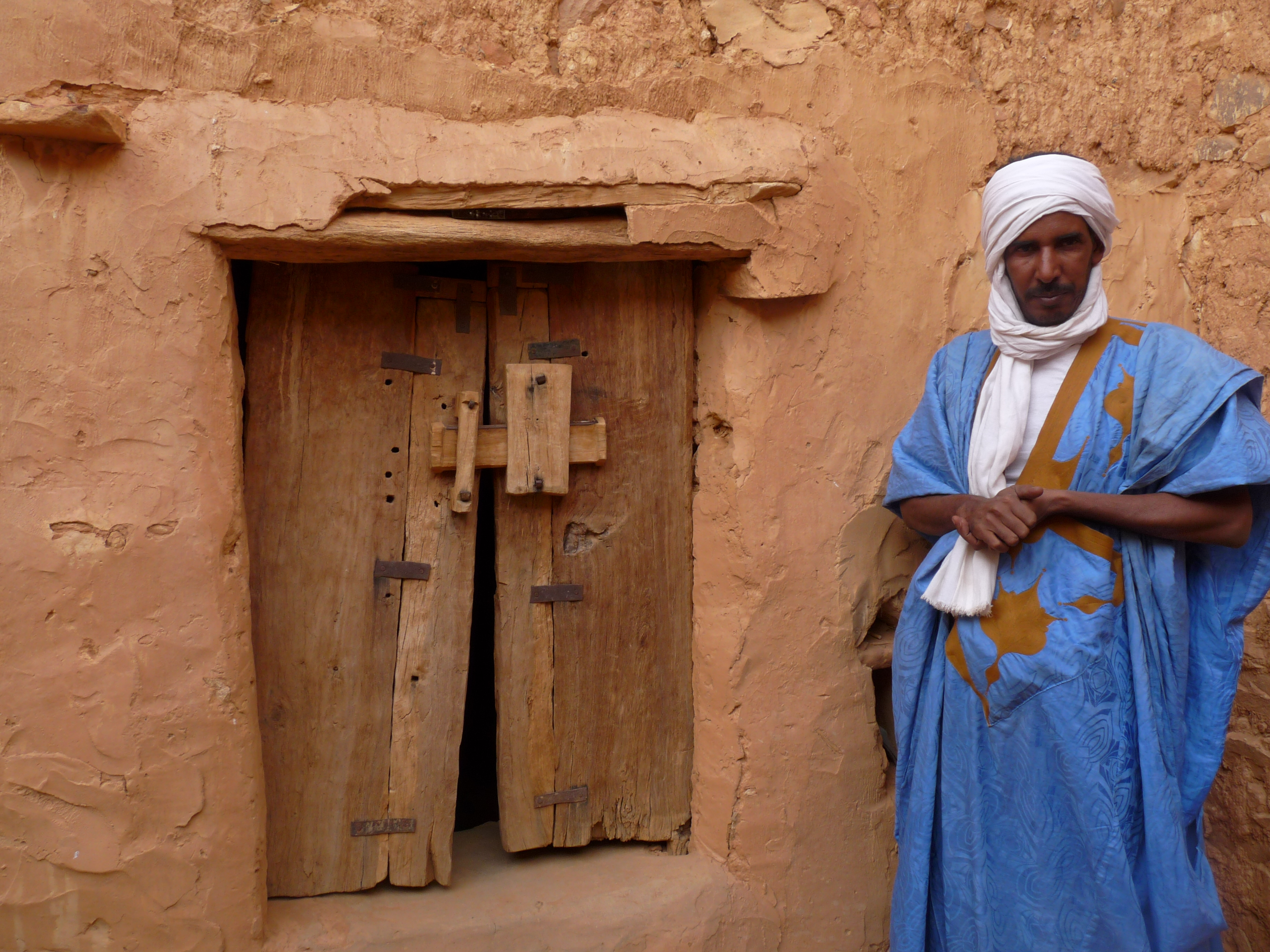
Шингетти

В конце XVII — начале XVIII века образовались эмираты Трарза, Бракна, Тагант, Адрар.

### Колониальный период
С середины XIX века началось освоение французами долины реки Сенегал (южная граница современной Мавритании). В 1904 году область севернее реки Сенегал была провозглашена французским владением — гражданская территория Мавритании. Покорение Мавритании было длительным и трудным для колонизаторов процессом. Лишь в 1920 году Франция официально объявила Мавританию своей колонией в составе Французской Западной Африки и лишь в ходе операций 1934—1936 годов французы смогли установить прямую сухопутную связь через Мавританию между своими южными и северными владениями, то есть установить фактический контроль над всей территорией страны.
В 1946 году Мавритания получила статус заморской территории Франции, а в 1958 году — статус автономной республики Французского Сообщества.

### Период независимости

#### Начальный период
28 ноября 1960 года страна получила независимость от Франции. Была провозглашена Исламская республика Мавритания. С августа 1961 года страной стал править Моктар ульд Дадда. Государство и правительство возглавил президент. Было создано однопалатное Национальное собрание, принятая в 1965 г. конституция устанавливала однопартийную систему. Правящей и единственной в стране стала Партия мавританского народа (ПМН) (создана в 1961 г.).
С самого начала у новообразованного государства сложились непростые отношения с Марокко, с которым Мавритания соперничала за территорию Западной Сахары. Приём Мавритании в члены ООН в 1961 г. стал возможным в результате дипломатической сделки (в обмен на приём Монголии, которую поддерживал СССР).
В 1964 г. были установлены дипломатические отношения с СССР.

#### Конфликт в Западной Сахаре и переворот
К середине 1970-х годов произошли существенные изменения во внутренней политике и взаимоотношениях Мавритании с некоторыми государствами Магриба в результате её присоединения в 1975 году к военным действиям на стороне Марокко против отрядов фронта ПОЛИСАРИО, боровшегося за освобождение Западной Сахары. Дело в том, что ещё в середине 1960-х годов Марокко и Мавритания, ссылаясь на исторические, географические, этнические и другие факторы, официально предъявили в ООН свои территориальные претензии на Западную Сахару, одновременно оспаривая права друг друга на эту территорию. Затянувшийся период боевых действий истощал экономику страны, окончания войны не было видно.
Фронт ПОЛИСАРИО сконцентрировал свои удары прежде всего против Мавритании. Железные рудники Зуэрата и железная дорога, по которой руда доставляется в порт Нуадибу, стали постоянными объектами боевых действий на севере страны. Бойцы Фронта ПОЛИСАРИО на вездеходах доходили до Атара и даже дважды атаковали столицу Нуакшот — в 1976 и в 1977 г. Военные расходы и экономические потери от боевых операций в зоне железорудных разработок оказались тяжёлым бременем для Мавритании. Сократились поступления от экспорта железной и медной руд, возрос импорт продовольствия, угрожающими темпами росла инфляция, резко ухудшилось материальное положение.
10 июля 1978 года группа офицеров во главе с полковником Мустафой ульд Салехом, командующим армией Мавритании, совершила переворот, свергнув и арестовав ульд Дадду. Действие конституции было приостановлено, распущены правительство, парламент, ПМН, молодёжная и другие общественные организации. Сформировано новое правительство. Высшим законодательным органом страны на 13 лет стал Военный комитет национального возрождения (ВКНВ), его первым главой стал Мустафа ульд Салех.
В своём обращении к народу глава нового режима заверил, что «переход власти — это исключительно внутреннее дело Мавритании» и что «он вызван упадком в экономике, финансах, политической и общественной жизни, коррупцией». Была принята конституционная хартия, являющаяся своего рода программой нового режима. Военное руководство поставило перед собой три цели: прекратить войну в Западной Сахаре, выправить экономику и установить «подлинную демократию». В ответ на это Фронт ПОЛИСАРИО 12 июля 1978 г. объявил об одностороннем прекращении военных действий против мавританских войск.

#### После переворота 1978 года
Основное внимание мавританское руководство уделяло решению острых внутриполитических и социально-экономических проблем. Самой крупной проблемой явилась засуха, длившаяся более 5 лет. Из-за неё вся страна превратилась в зону бедствия. И даже на юге, где у берегов р. Сенегал находили убежище для своего скота животноводы с севера, началось наступление пустыни. Почти всему поголовью скота угрожала гибель. Постоянно сокращающееся производство сельскохозяйственной продукции за один только год снизилось на 1 %. Засуха, кроме того, ускорила процесс социальных перемен, к которым страна не была готова. Начался массовый отток сельского населения в города. В этих условиях необходимо было принимать решительные меры: обеспечить мигрантов работой, продуктами питания и т. п. Однако ВКНВ разделился на «умеренных» политиков и сторонников проведения радикальных реформ.
Среди первостепенных задач перед ВКНВ особенно остро встали задачи по укреплению подорванной войной экономики, ликвидации продовольственного кризиса, приостановлению безудержного роста цен и инфляции национальной валюты. Руководство страны вынуждено было обратиться к Международному банку реконструкции и развития (МБРР), а также к Международному валютному фонду (МВФ) за консультацией по вопросу оздоровления экономики. В итоге был введён двухлетний чрезвычайный «план национального возрождения», основанный на жёстком бюджетном планировании, более рациональном вложении капиталов преимущественно в развитие сельского хозяйства и морского промышленного рыболовства. Для привлечения иностранного капитала и стимулирования частного мавританского предпринимательства в 1979 г. был принят новый, более льготный кодекс инвестиций. Стремление провести в стране эффективные экономические и социальные реформы находило поддержку среди членов ВКНВ, руководства отраслевых профсоюзов и национального профцентра.
Внутриполитическая обстановка в стране оставалась напряжённой. Экономика была подорвана войной, длительной засухой, неблагоприятной конъюнктурой на мировом рынке на железную и медную руду. В целях устранения кризисного положения в экономике новый режим был вынужден принять в сентябре 1978 г. по рекомендации МБРР так называемую программу национального экономического возрождения, предусматривающую оздоровление финансов, ускоренное развитие сельского хозяйства, горнорудной промышленности, морского рыболовства. Однако ввиду нехватки финансовых средств выполнение этой программы, рассчитанной в основном на получение иностранной экономической помощи, столкнулось с серьёзными трудностями. Для привлечения в страну дополнительных капиталов мавританское руководство приняло новый кодекс инвестиций, стимулирующий частное предпринимательство. В то же время из-за продолжающейся засухи крайне обострился вопрос снабжения населения продовольствием. Усилилась спекуляция, подскочили цены на товары первой необходимости. По стране прокатилась волна забастовок.

#### Переворот 1979 года
Наряду с этим не было единства в рядах ВКНВ по проблеме Западной Сахары. Внутри правящей военной хунты образовались две группировки — промарокканская и просахарская. 6 апреля 1979 года полковник ульд Салех был свергнут подполковниками ульд Бусейфом (занявшим пост премьер-министра), ульд Лули и ульд Хейдаллой. В результате реорганизации руководящих органов страны вместо ВКНВ создан Военный комитет национального спасения (ВКНС), его главой был провозглашён полковник Мохаммед Махмуд ульд Ахмед Лули, бывший министр по делам госслужащих и подготовке кадров. Из состава ВКНС были выведены все гражданские лица. 24 апреля 1979 Мавритания объявила о разрыве дипломатических отношений с Египтом. Были восстановлены дипломатические отношения Мавритании с Алжиром, налажено двустороннее сотрудничество с Ливией, Ираком и рядом других стран. Возобновилось военное сотрудничество с Францией.
27 мая 1979 полковник ульд Бусейф погиб в авиакатастрофе (самолёт с государственной делегацией Мавритании попал в песчаную бурю близ Дакара и упал в океан).
Руководство страны вступило в переговоры с Фронтом ПОЛИСАРИО и 5 августа 1979 подписало с ним соглашение, в соответствии с которым Мавритания заявила, что «не имеет и не будет иметь территориальных или каких-либо других претензий на Западную Сахару» и заняла нейтральную позицию по западносахарской проблеме. 21 августа Мавритания денонсировала договор о совместной обороне с Марокко. К декабрю 1979 с территории страны был выведен контингент марокканских войск (9 тыс. человек).

#### Реформы 1980 годов
В январе 1980 ульд Лули был смещён со своего поста, главой ВКНС стал полковник ульд Хейдалла.
В июле 1980 года ВКНВ запретил рабство. Мавритания была последней страной мира, где рабство официально разрешалось. К этому времени в стране, по свидетельству американского журнала «Newsweek» от 6 мая 1985 г., насчитывалось свыше 100 тыс. рабов и приблизительно 300 тыс. человек, являвшихся бывшими рабами. Большинство городских жителей освободило своих рабов, но в сельской местности этот процесс длился ещё очень долго. Принимая во внимание чудовищную бедность страны, отношения между хозяином и его рабом могут быть выгодными для обоих. Как заявлял представитель Общества по борьбе с рабством А. Уиттэкер, «с экономической точки зрения хозяин и его раб мало чем отличаются друг от друга, поскольку и тот и другой бедствуют».
В декабре 1980 г. было сформировано гражданское правительство под руководством Ахмеда ульд Бнейджары. Однако в результате попытки государственного переворота, предпринятой в марте 1981 г. прибывшими из-за рубежа вооружёнными группами под командованием двух бывших членов ВКНС, находившихся в эмиграции, военный режим положил конец гражданскому правлению: подполковник Маауйя ульд Сиди Ахмед Тайя в апреле 1981 года сформировал новое военное правительство.
В стране был введён режим строгой экономии, провозглашена борьба с коррупцией и хищениями. В августе 1981 года ВКНС провозгласил создание органов «воспитания масс» для борьбы с «чуждыми группировками». Молодёжь направлялась на «общественно полезные работы».
Поскольку довести до конца различные начинания, предпринятые с целью восстановления нормальной политической жизни, не удалось, в августе 1981 года ВКНС провозгласил создание органов «воспитания масс», призванных способствовать «вовлечению мавританского народа в национальное строительство и его подготовке к эффективному и ответственному участию в политической жизни страны», а также для борьбы с «чуждыми группировками». Молодёжь направлялась на «общественно полезные работы». «Структуры воспитания масс» образовывались ячейками из определённого числа соседних семей и представляли собой зачаток общественной жизни. Эта система, созданная в ноябре 1981 г., была призвана помочь населению страны обрести своё место в государственной, а не в племенной структуре. Устав «структур» определял, что любая индивидуальная деятельность или деятельность организаций, базирующихся на расовом, племенном или региональном принципах, запрещалась. Равным образом запрещалась пропаганда идеологий отдельных лиц или иностранных государств. Каждому гражданину было вменено в обязанность претворять в жизнь курс, проводимый национальным руководством страны. Опора на массы была необходима режиму для преодоления социально-экономических трудностей, которые продолжали нарастать.
В промышленности наблюдался застой, вызванный нерентабельностью предприятий, нехваткой кадров. Упал спрос на мавританскую железную руду, что привело к дефициту платёжного баланса страны. Вырос государственный долг. Тяжёлое положение сложилось в сельском хозяйстве. Свыше 80 % общих потребностей населения в основных продуктах питания удовлетворялось за счёт импорта. Увеличилась безработица, резко снизился жизненный уровень трудящихся, усилилась миграция из деревни в города. В ряде районов страны бастовали рабочие и служащие.
В целях стабилизации внутриполитической обстановки режим пошёл на некоторое улучшение положения граждан. Была повышена заработная плата некоторым категориям малооплачиваемых рабочих, а в государственном секторе она была уравнена с зарплатой в частном секторе. Бесплатно раздавались неимущим продукты питания, полученные Мавританией из-за рубежа в качестве срочной продовольственной помощи. Была предпринята реформа государственно-административного аппарата. Однако все эти меры носили паллиативный характер.
Правящему режиму приходилось учитывать также наличие и стране запрещённых оппозиционных группировок, оказывающих на него давление: с одной стороны, традиционалистов и приверженцев проарабской ориентации, с другой — негритянских активистов националистического движения «ЭльХор» и Союза за демократическую Мавританию — промарокканской организации, причастной к попытке государственного переворота 1981 г.
Однако наиболее серьёзной проблемой, с которой столкнулось мавританское руководство, являлось отсутствие единства среди членов ВКНС в вопросе их отношения к Сахарской Арабской Демократической Республике (САДР): одни выступали в поддержку, другие — против. Политика нейтралитета, проводимая в отношении САДР мавританским правительством, вызвала ухудшение отношений с Марокко, которое все чаще обвиняло Мавританию в том, что она служит тыловой базой сахарским силам. Мавританское руководство пыталось поддерживать равновесие между просахарскими и промарокканскими группировками.
В феврале 1984 года ульд Хейдалла настоял на официальном признании САДР, что вызвало недовольство в правящих кругах страны. В частности, премьер-министр ульд Тайя заявил, что он не одобряет таких действий ульд Хейдаллы в отношении САДР. В начале марта президент сместил ульд Тайю с поста премьер-министра, назначив его начальником генерального штаба. Сам же ульд Хейдалла сконцентрировал в своих руках всю власть в стране: посты главы государства, главы правительства и министра национальной обороны. В правительстве всё больше проявлялись признаки нарастающего кризиса.
В последние месяцы пребывания ульд Хейдаллы у власти все экономические и социальные трудности страны выступили на первый план. Несмотря на новую политику Мавритании в области рыболовства, практически ничего не было сделано, например, для установления национального контроля над этой важной отраслью национального хозяйства, которая при должном управлении могла бы давать больше экспортных поступлений, нежели добыча железной руды. Необычайного размаха достигла коррупция. Так, некоторые мавританские предприниматели и должностные лица в сговоре с влиятельными иностранными группировками активно участвовали в разграблении морских богатств страны. Скандалы, связанные с коррупцией, вспыхивали и в других отраслях хозяйства.

#### Переворот 1984 года
В декабре 1984 года полковник ульд Тайя сверг полковника ульд Хейдаллу и возглавил Военный комитет национального спасения (ВКНС) страны. Главной задачей ВКНС было провозглашено «восстановление доверия к государственным институтам и обеспечение социальной справедливости в стране».
За сравнительно короткий период Мавритания превратилась из небольшой малоизвестной страны с преобладанием кочевого населения, с ограниченной экономической базой и низкими социальными показателями в страну с быстро растущим городским населением, рыночными отношениями и устойчивым экономическим ростом. В стране были найдены новые месторождения металлов, богатые залежи нефти (порядка млрд барр.) и газа (около 30 млрд кубометров). С 1990-х все важные экономические сделки совершались на конкурсной основе, что заметно подорвало давнее влияние Франции и обеспечило приток средств в бюджет. Распределение новых доходов велось под контролем комиссии из авторитетных в стране граждан, что позволило заметно повысить уровень жизни всех граждан страны и сильно подняло популярность лидера страны.
В 1991 году он объявил о переходе к гражданскому правлению и к многопартийной системе, 12 июля была принята новая конституция страны. Первые многопартийные президентские выборы в Мавритании прошли в январе 1992, ульд Тайя как кандидат от сформированной им Демократической и социал-республиканской партии, одержал победу с 62,7 % голосов и был провозглашён президентом (оппозиция объявила итог этих выборов мошенничеством). На следующих президентских выборах в декабре 1997, бойкотировавшихся оппозицией, ульд Тайя провозгласил себя победителем с 90,9 % голосов.
В 1995 были установлены дипотношения, а в 1999 — заключено мирное соглашение с Израилем (и фактически заморожены отношения с Организацией освобождения Палестины, главу которой, Ясира Арафата, ульд Тайя называл «бандитом»), что вызвало бурю недовольства в стране и исламском мире. Оппозиция стала упрекать ульда Тайю в том, что он «продался сионистам». В ответ были предприняты репрессивные меры. Оппозиция была вынуждена уйти в подполье, все годы правления ульда Тайи регулярно арестовывались «исламские фундаменталисты, связанные с Аль-Каидой». С 2001-го в стране преследовались мусульманские радикалы.
На президентских выборах в ноябре 2003 года ульд Тайя получил 67,0 % голосов.
В августе 2005 ульд Тайя (уехавший на похороны короля Саудовской Аравии) был свергнут полковником ульд Валлем. В марте 2007 года были проведены новые выборы президента, во втором туре победил ульд шейх Абдуллахи.
В августе 2008 года генерал ульд Азиз (бывший начальник штаба вооружённых сил и командующий президентской гвардией, уволенный президентом) сверг ульд Шейха Абдуллахи. В июле 2009 генерал провёл выборы, после которых стал президентом Мавритании (как получивший 52 % голосов).
В октябре 2018 года Абдель Азиз назначил своего близкого соратника Мухаммеда ульд аш-Шейх аль-Газуани министром обороны Мавритании, с тем чтобы в будущем тот заменил его на посту президента. 22 июня 2019 года на выборах Газуани получил 52 % голосов избирателей в 1-м туре.

## Политическое устройство

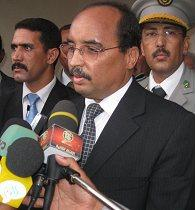
Мохаммед ульд Абдель Азиз

Исламская республика. По конституции, принятой в 1991 году, глава государства — президент, избираемый населением на 5-летний срок.
Парламент — двухпалатный: Сенат (56 мест) избирается на 6-летний срок (треть сенаторов должна обновляться каждые 2 года), Национальное собрание (95 депутатов) избирается на 5-летний срок. Последний раз сенаторы избирались в январе 2007 года (дата очередных выборов не назначена), депутаты — в ноябре 2006.

## Административное деление
Мавритания разделена на 12 областей и столичный автономный округ Нуакшот. Области подразделяются на 44 департамента.
| №  | Область           | На арабском    | Административный центр | Площадь, км² | Население, чел. (25-03-2013) | Плотность, чел./км² |
| -- | ----------------- | -------------- | ---------------------- | ------------ | ---------------------------- | ------------------- |
| 1  | Адрар             | ادرار          | Атар                   | 215 300      | 62 658                       | 0,29                |
| 2  | Эль-Ассаба        | العصابة        | Киффа                  | 36 600       | 325 897                      | 8,90                |
| 3  | Бракна            | براكنة         | Алег                   | 33 800       | 312 277                      | 9,24                |
| 4  | Дахлет-Нуадибу    | داخلت انواديبو | Нуадибу                | 22 300       | 123 779                      | 5,55                |
| 5  | Горголь           | غورغول         | Каэди                  | 13 600       | 335 917                      | 24,70               |
| 6  | Кудимага          | غيديماغا       | Селибаби               | 10 300       | 267 029                      | 25,93               |
| 7  | Эль-Ход-эш-Шарки  | الحوض الشرقى   | Нема                   | 182 700      | 430 668                      | 2,36                |
| 8  | Эль-Ход-эль-Гарби | الحوض الغربى   | Аюн-эль-Атрус          | 53 400       | 294 109                      | 5,51                |
| 9  | Иншири            | انشيرى         | Акжужт                 | 46 800       | 19 639                       | 0,42                |
| 10 | Нуакшот           | انواكشوط       | Нуакшот                | 1000         | 958 399                      | 958,40              |
| 11 | Тагант            | تكانت          | Тиджикжа               | 95 200       | 80 962                       | 0,85                |
| 12 | Тирис-Земмур      | تيرس زمور      | Зуэрат                 | 252 900      | 53 261                       | 0,21                |
| 13 | Трарза            | اترارزه        | Росо                   | 67 800       | 272 773                      | 4,02                |
|    | Всего             |                |                        | 1 030 700    | 3 537 368                    | 3,43                |

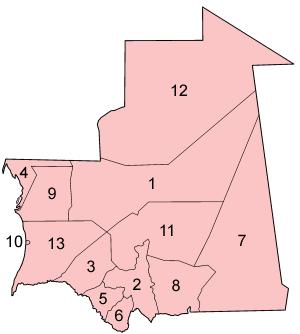
Административное деление Мавритании

Во время мавританской оккупации части Западной Сахары (1975—1979) занятая мавританскими войсками часть (примерно соответствовала нижней части провинции Рио-де-Оро) называлась Тирис-эль-Гарбия.

## Экономика
Мавритания входит в число самых экономически слаборазвитых стран мира. ВВП на душу населения в 2018 году — 4190 долл. (131-е место в мире). Ниже уровня бедности — 40 % населения. Уровень безработицы — 10,30 % (в 2018).
Сельское хозяйство — 50 % работающих (12,5 % ВВП) — скотоводство (овцы, козы, коровы, верблюды); финики, просо, сорго, рис, кукуруза; рыболовство.
Промышленность — 10 % работающих (47 % ВВП) — добыча железной руды, медной руды, золота, обработка рыбы.
Сфера обслуживания — 40 % работающих, 40,5 % ВВП.

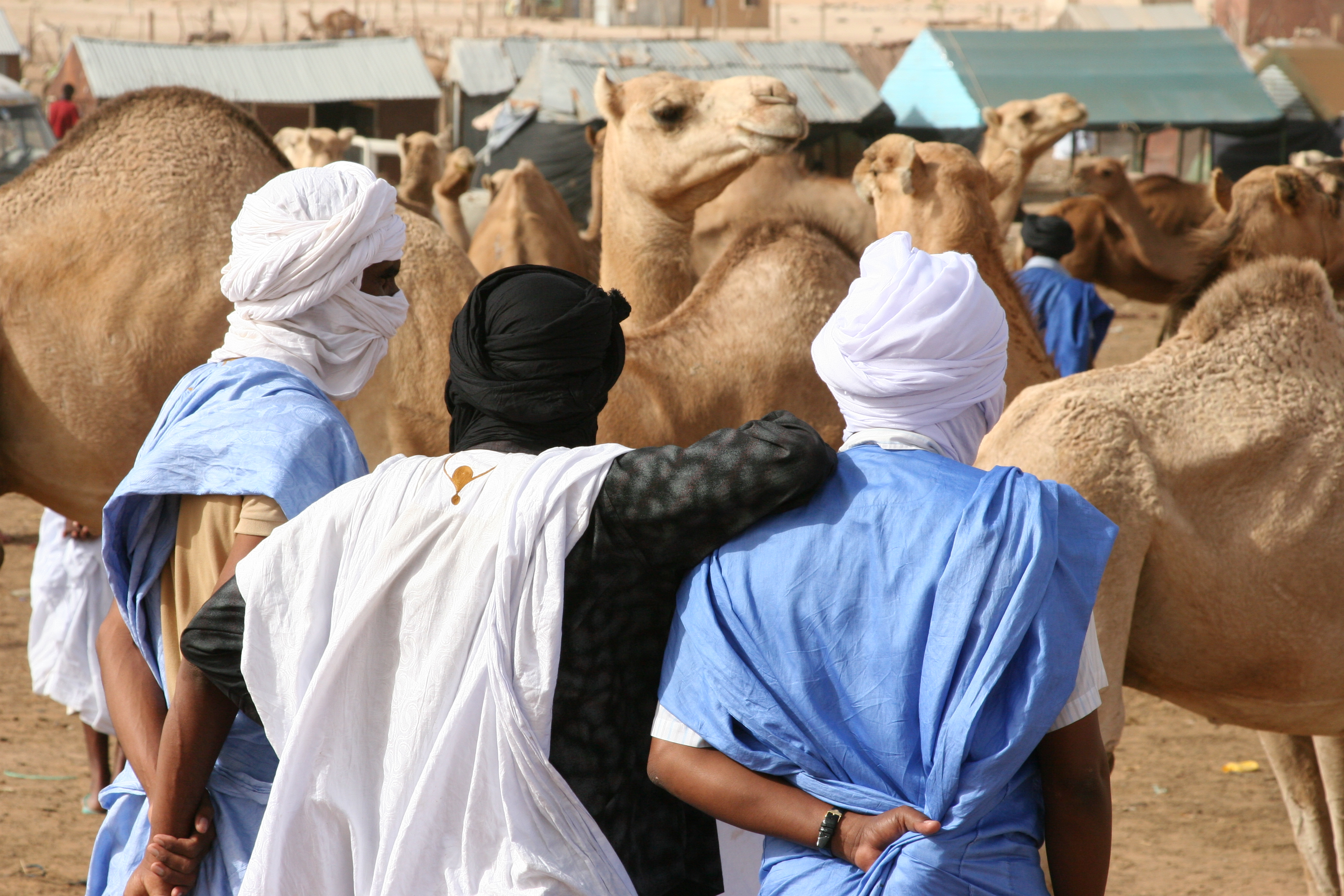
Рынок верблюдов

### Внешняя торговля
По состоянию на 2016 год:
Экспорт — 2,76 млрд долл.: железная руда — 36 % (982 млн $), золото — 17 % (471 млн $), медная руда — 8,3 % (227 млн $), мороженная рыба, моллюски и др. морепродукты — до 28 %.
Основные покупатели — Китай — 37 % (1,02 млрд $), Швейцария — 16 % (451 млн $), Испания — 9,1 % (249 млн $), Италия — 5,6 % (155 млн $) и Япония — 5,3 % (144 млн $).
Импорт — 3,51 млрд долл.: продукция машиностроения, нефтепродукты, продовольствие (главным образом сахар (170 млн $), пшеница (103 млн $) и пальмовое масло (83,2 млн $)), потребительские товары.
Основные поставщики — Китай — 24 % (848 млн $), США — 8,4 % (295 млн $), Объединённые Арабские Эмираты — 6,1 % (213 млн $), Марокко (198 млн $) — 5,7 % и Франция — 5,1 % (178 млн $).
Входит в международную организацию стран АКТ.

### Транспорт
Перевозка самого массового груза в Мавритании — руды от мест добычи к морским портам осуществляется по железной дороге Зуэрат — Нуадибу, введённой в строй в 1963 году.
Основные морские порты страны — Нуадибу и Нуакшот, на их долю приходится почти весь морской грузооборот.
Национальная авиакомпания — Mauritania Airlines.

## Население

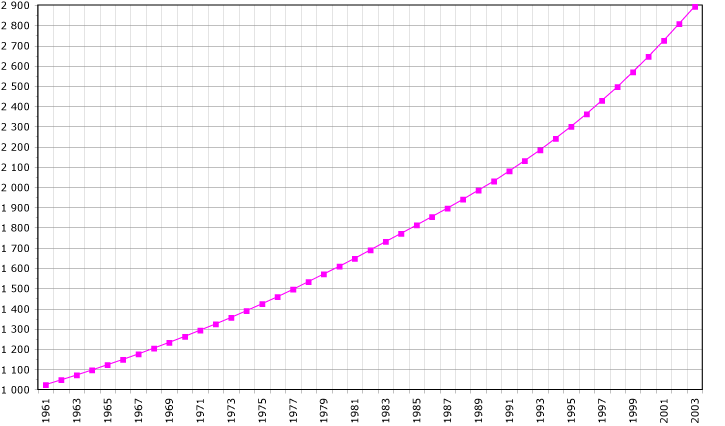
Демография Мавритании по данным ФАО, численность указана в тысячах человек

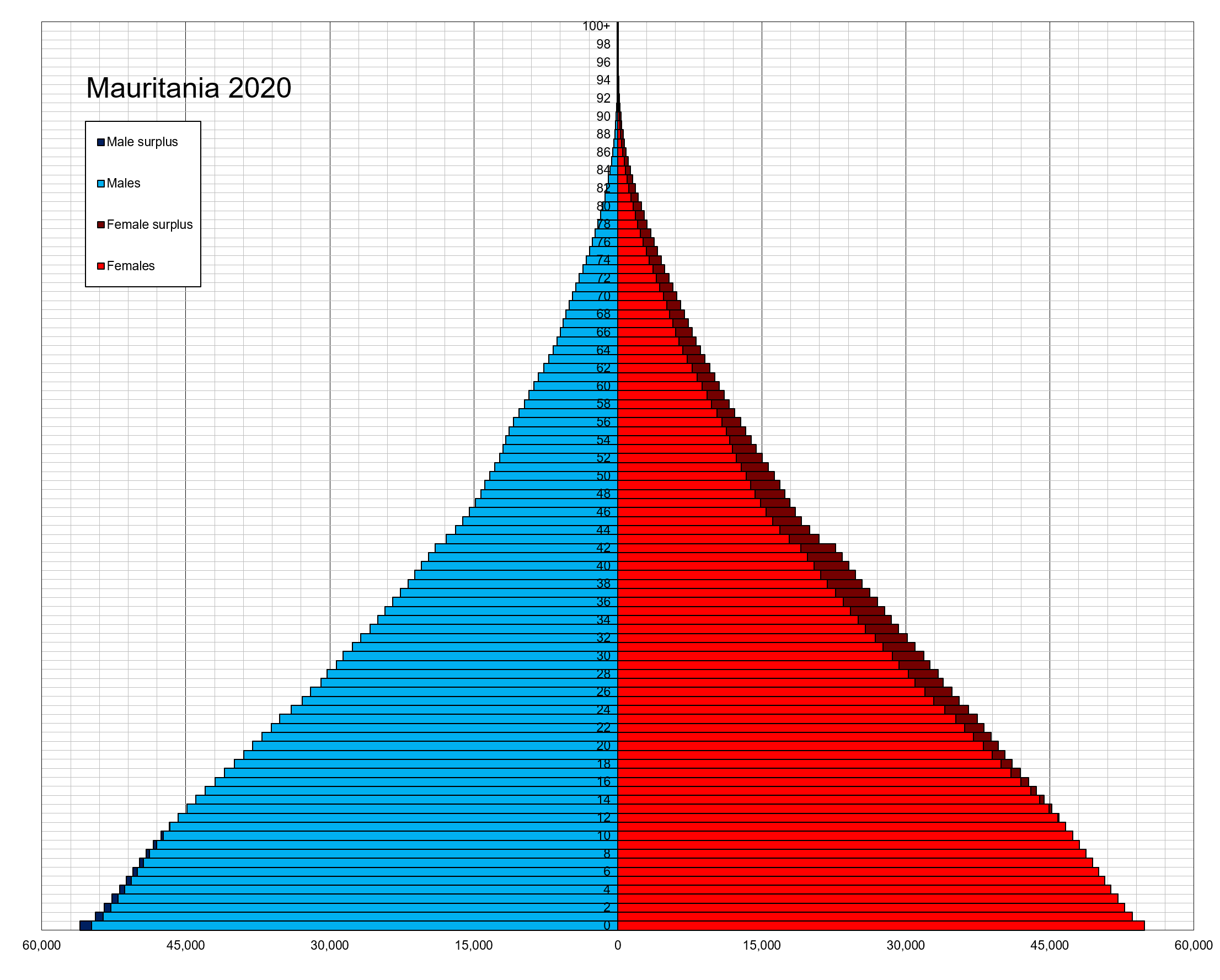
Возрастно-половая пирамида населения Мавритании на 2020 год

Численность населения — 3,2 млн (оценка на июль 2010).
Приведены данные переписей с 1977—2013 годы, данные за 2017 имеют прогнозный вариант.
| Численность населения на 1 января: | Численность населения на 1 января: | Численность населения на 1 января: | Численность населения на 1 января: | Численность населения на 1 января: |
| 1977                               | 1988                               | 2000                               | 2013                               | 2017                               |
| ---------------------------------- | ---------------------------------- | ---------------------------------- | ---------------------------------- | ---------------------------------- |
| 1 030 700                          | ↗1 338 830                         | ↗1 864 236                         | ↗2 508 159                         | ↗3 893 800                         |

Годовой прирост — 2,4 % (фертильность — 4,4 рождений на женщину).
Средняя продолжительность жизни — 58 лет у мужчин, 63 года у женщин.
Заражённость вирусом иммунодефицита (ВИЧ) — 0,8 % (оценка 2007 года).
Этно-расовый состав:
- 30 % — белые берберы (исторически — рабовладельцы, хотя многие современные берберы живут бедно; мужчины обычно носят характерную синюю одежду)
- 40 % — чёрные берберы (исторически — рабы; в настоящее время около трети-половины из них находятся в рабстве, остальные — потомки вольноотпущенников — занимают промежуточную ступень между ними и неграми, которые не были рабами)
- 30 % — негры; в отличие от арабизованных «чёрных берберов», говорят на африканских языках и не были рабами; проживают в долине реки Сенегал и составляют народности, живущие в соседнем государстве Сенегал (тукулёр, сараколе, фульбе, пёль, волоф, бамбара)

Языки — арабский (официальный), арабский диалект хассания, языки негритянских племён тукулер, сонинке, волоф, фула, бамана.
Религия — ислам (исповедуют почти 100 % населения), имеется небольшая христианская община.
Грамотность — 59 % мужчин, 43 % женщин (по переписи 2000 года).

### Рабовладение в Мавритании
Мавритания является последним государством в мире, где власти не преследуют рабовладельцев. Несмотря на официальную отмену рабства сначала в июле 1980, а потом в 2007 году, де-факто около 20 % населения Мавритании (600 тыс. человек в 2011 году) являются рабами. Основная масса рабов является неграми, принадлежащими господствующему классу берберов. Рабы не имеют никаких личных, экономических и политических прав, при этом родившиеся дети становятся собственностью рабовладельцев.

## СМИ
Государственная телекомпания и государственный телеканал — TVM (Télévision de Mauritanie — «Телевидение Мавритании»), создана в 1990 году, государственная радиокомпания и государственная радиостанция — Radio Nationale.